# BANKA 〜男たちの挽歌〜
『BANKA 〜男たちの挽歌〜』（ばんか おとこたちのばんか）は、近藤真彦47作目のシングル。2008年12月23日に発売された。発売元はソニー・ミュージックレコーズ。

## 概要
1987年6月11日発売「さすらい」から実に21年振りとなる伊集院静（伊達歩）から歌詞提供を受けたシングル。
カップリング曲は「愚か者」新録セルフカバー。

## 収録曲
全曲　編曲：船山基紀
1. BANKA ～男たちの挽歌～（4：46）
作詞：伊集院静 作曲：Nenad Kokovi,Enver Memi
2. 愚か者 <acoustic version>（5：22）　 
作詞：伊達歩 作曲：井上堯之
3. BANKA ～男たちの挽歌～（original karaoke）（4：46）
4. 愚か者 <acoustic version>（original karaoke）（5：23）